# 버나드 맬러머드

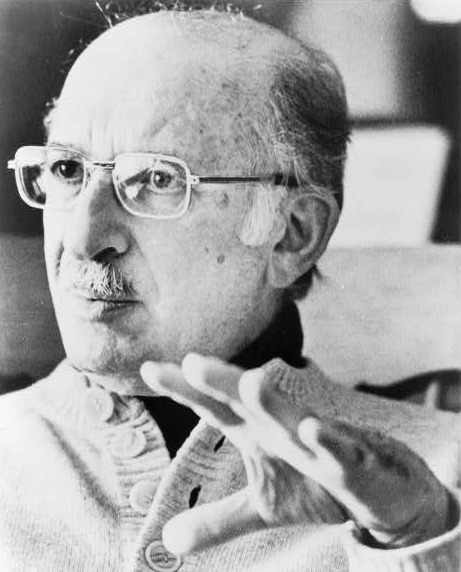

버나드 맬러머드(Bernard Malamud, 1914년 4월 26일 ~ 1986년 3월 18일)는 미국의 대표적인 유대계 소설가이다.
뉴욕에서 태어났다. 뉴욕 시립 대학과 컬럼비아 대학을 졸업하였고 후에 오리건 주립대학의 영문학 교수를 역임했다. 첫 장편 <천재 선수>(1952)로 문단에 데뷔했다. 그러나 작가로서의 명성과 지위는 다음 장편 <점원(店員)>(1957)을 발표한 후이다. 이것은 유대인 가게 주인과 이탈리아계 가게 점원과의 관계를 심리적으로 그린 작품이다. 또 <새로운 생활>(1961)과 <수리공>(1967)을 발표했다. 특히 후자는 러시아에 있어서 유대인 학대를 다룬 문제작으로 절망을 극복하고 희망에 눈을 뜨는 투옥된 한 수리공을 통해 인간적 성숙의 적나라한 면을 철저하게 파헤치고 있다. 단편집으로 <마법(魔法)의 통(桶)>(1958)과 <바보들이 먼저>(1963)가 있다.